# Te slăvim, Românie
Te slăvim, Românie (en français : « Nous te glorifions, Roumanie ») est le nom de l'hymne national de la République populaire roumaine et de la République socialiste de Roumanie entre 1953 et 1975. Les paroles sont écrites par Eugen Frunză (ro) et Dan Deșliu (en) et la musique composée par Matei Socor (en). L'hymne mentionne notamment la fraternité entre la Roumanie et l'Union soviétique et fait apologie a l'idéologie léniniste.

## Paroles

### Texte original
Te slăvim, Românie, pământ părintesc
Mândre plaiuri sub cerul tău pașnic rodesc
E zdrobit al trecutului jug blestemat
Nu zadarnic, străbunii eroi au luptat
Astăzi noi împlinim visul lor minunat.
Puternică, liberă,
Pe soartă stăpână
Trăiască Republica
Populară Română
Înfrățit fi-va veșnic al nostru popor
Cu poporul sovietic eliberator.
Leninismul ni-e far și tărie si avânt
Noi urmăm cu credință Partidul ne-nfrânt,
Făurim socialismul pe-al țării pământ.
Puternică, liberă,
Pe soartă stăpână
Trăiască Republica
Populară Română
Noi uzine clădim, rodul holdei sporim
Vrem în pace cu orice popor să trăim
Dar dușmanii de-ar fi să ne calce în prag
Îi vom frânge în numele a tot ce ni-e drag
Înălța-vom spre glorie al patriei steag
Puternică, liberă,
Pe soartă stăpână
Trăiască Republica
Populară Română